# Гранароло-дель-Эмилия
Гранароло-дель-Эмилия (итал. Granarolo dell'Emilia) —  коммуна в Италии, располагается в регионе Эмилия-Романья, в провинции Болонья.
Население составляет 10022 человека (2008 г.), плотность населения составляет 291 чел./км². Занимает площадь 34 км². Почтовый индекс — 40057. Телефонный код — 051.
Небесным покровителем Гранароло считается святой Виталий, празднование 28 апреля.

## Демография
Динамика населения:

## Города-побратимы
- Баньер-де-Бигор, Франция

## Администрация коммуны
- Официальный сайт: http://www.comune.granarolo-dellemilia.bo.it/